# 哥尼流 XBG-3
Cornelius XBG-3是一款由哥尼流航空公司研製的“炸彈滑翔機”。該機採用包括前掠機翼在內的非傳統設計，美國陸軍航空軍於1942年訂購了一架原型機； 然而，該合約於同年晚些時候在飛機製造完成之前被取消。

## 發展
在第二次世界大戰初期，美國陸軍航空軍開始研究炸彈滑翔機的可能性，即由其他常規飛機拖曳到目標區域，然後釋放並通過無線電遙控引導撞擊。炸彈滑翔機本質上是導引飛彈的雛形，這個概念與海軍同時進行的項目Glomb相似，並導致了1942年初的「BG」系列名稱，即「炸彈滑翔機」。
在炸彈滑翔機的設計中，有一個由哥尼流航空公司提交的非常規設計。哥尼流在非常規飛機設計方面享有盛譽，提出了一種採用“尾部優先”配置的設計，具有鴨式前翼和激進的前掠機翼。航空軍認為這是一個有趣的設計，因此向哥尼流提出建造單一原型機的合同，命名為XBG-3。然而，該計畫於1942年底取消，隨後美國陸軍航空軍放棄了炸彈滑翔機概念。
哥尼流在戰爭後期研製了一款擴大的無尾前掠翼滑翔機，充當遠程轟炸機的「飛行油箱」，如 XFG-1。